# Laxeiro
José Otero Abeledo (Lalín, 1908 - Vigo, 1996), conocido como Laxeiro, fue un pintor español. Su obra manifiesta un distanciamiento del naturalismo regionalista de la época a través de la fusión entre modernidad y tradición, y junto con Luis Seoane, Manuel Colmeiro y otros, forma el grupo de "Los renovadores" dentro de la vanguardia artística gallega.
El grueso de su carrera artística lo desarrolló en Buenos Aires. Con la decadencia de la España franquista, vuelve en 1970, instalándose en Madrid, Lalín y Vigo, donde fallecerá en 1996 a los 88 años.
En 1981 se inaugura la Colección Laxeiro en Vigo, germen de lo que hoy es la Fundación que lleva su nombre.
El Museo Municipal Ramón María Aller Ulloa tiene una sección propia con las 37 obras donadas por el pintor al Ayuntamiento de Lalín. En la sala de exposiciones temporales se acoge desde 1993 la Bienal Internacional Pintor Laxeiro en años impares.

## Galardones
Entre sus galardones cabe destacar la Medalla de la Bienal de Pontevedra, la Medalla Castelao de la Junta de Galicia y la Medalla de Oro de Vigo concedida por el Ayuntamiento de Vigo en 1990. En 1986 el concello de Lalín le otorga la medalla Hojas de Roble, en 1988 recibirá también el Pedron de Ouro de la Fundación Rosalía de Castro.